# Dicranota (Dicranota) crassicauda
Dicranota (Dicranota) crassicauda is een tweevleugelige uit de familie Pediciidae. De soort komt voor in het Palearctisch gebied.